# Klobuk (Kopfbedeckung)

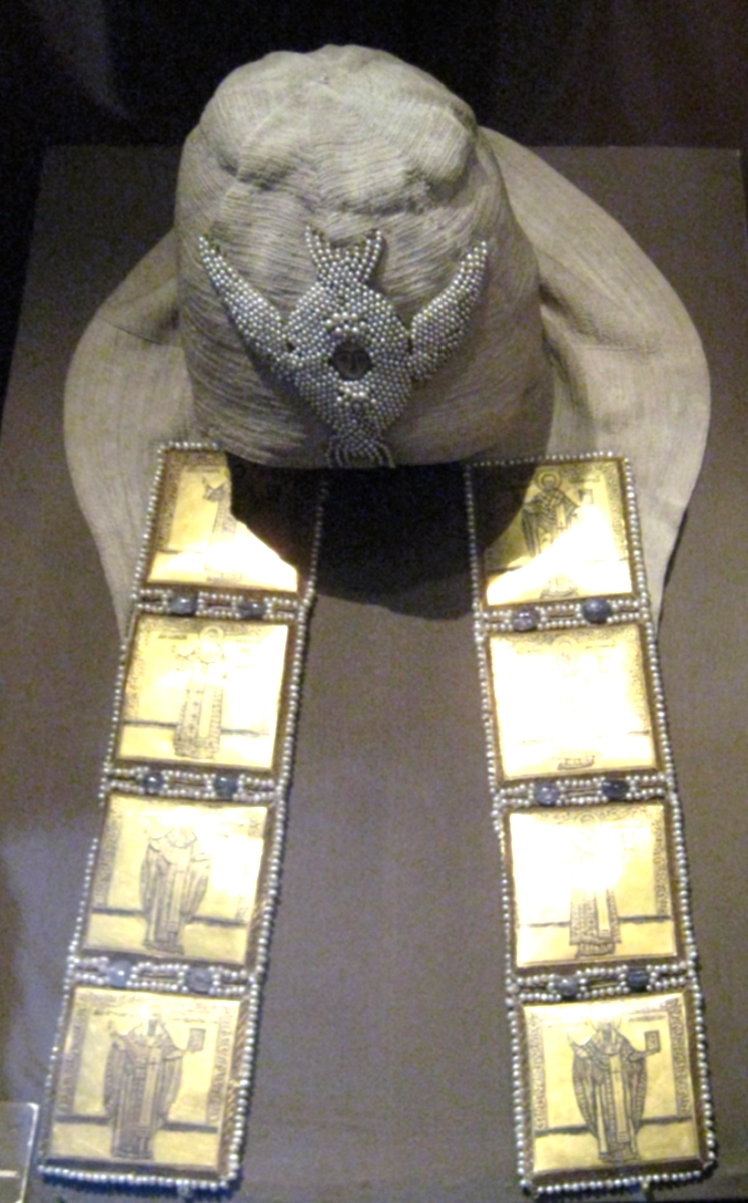

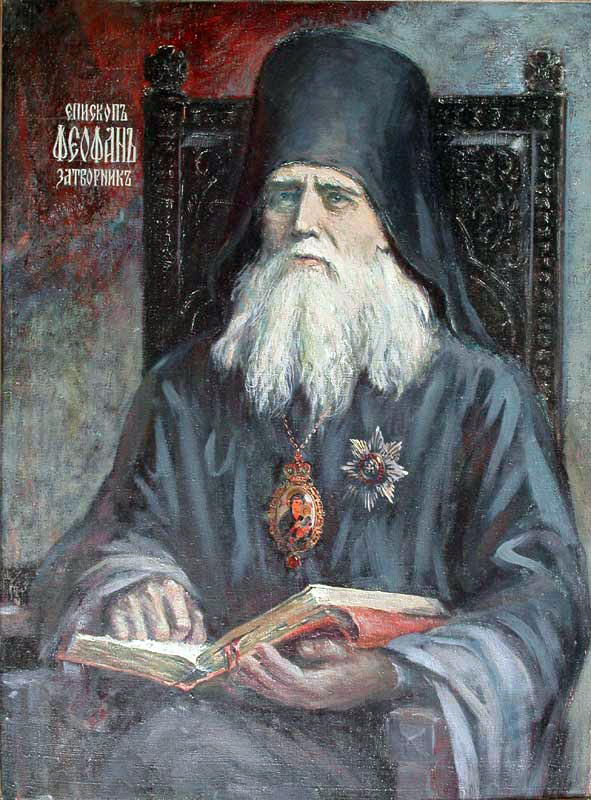
St. Theophan Goworow trägt einen Klobuk.

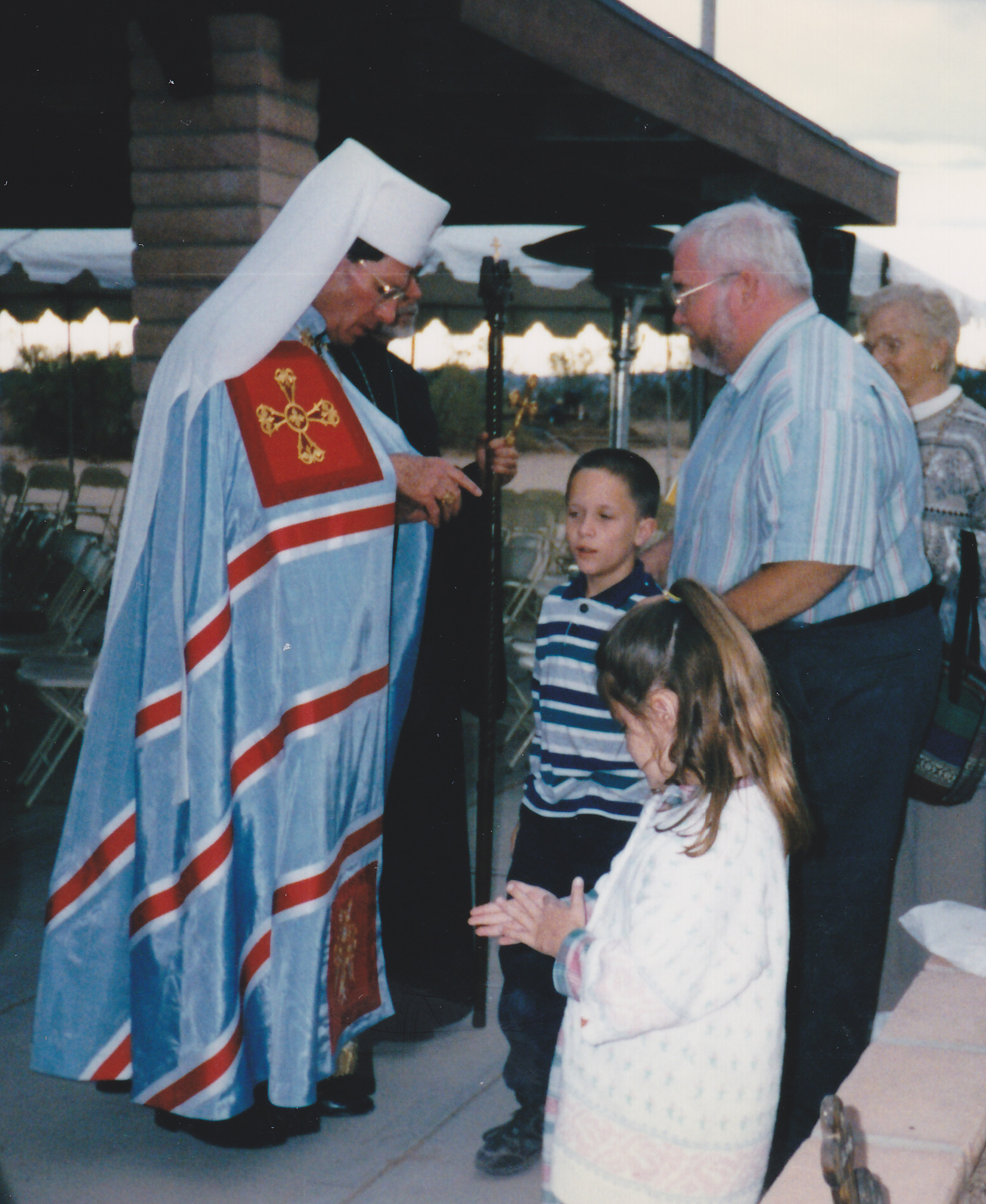
Ein östlicher katholischer Bischof in einem weißen Klobuk.

Ein Klobuk ist ein Bestandteil der geistlichen Kleidung, der von östlichen Orthodoxen und Katholiken des östlichen Ritus getragen wird. Der Begriff bedeutet in einigen slawischen Sprachen "Hut" und stammt wahrscheinlich von dem türkischen Wort kalpak ab.
In der russischen Tradition wird der Klobuk in den Klöstern und von den Bischöfen getragen. Es besteht aus einem Kamilavkion mit einem Schleier.
In der athonitischen Tradition wird das Epanokamelavkion über das Kamilavkion gelegt, in anderen Traditionen ist es daran befestigt.
Der Klobuk wird traditionellerweise von Mönchen während des Gottesdienstes getragen. Für bestimmte Zeremonien, z. B. die Huldigung der Heiligen wird er abgenommen und auf die linke Schulter gelegt. Nonnen dürfen in der Regel den Klobuk während der Messe nicht abnehmen. Auch wenn die Nonnen gesalbt werden, wird nur die Stirn freigemacht und nicht der ganze Klobuk abgelegt.
Der Klobuk wird sehr oft von Bischöfen getragen. Diözesanbischöfe tragen einen einfachen Kloster-Klobuk. An der Vorderseite des Klobuks der slawischen Erzbischöfe und Metropoliten befindet sich meist ein kleines Kreuz als Zeichen ihres Ranges. Metropolitische Bischöfe tragen einen Klobuk, der weiß statt schwarz ist.
Der Patriarch von Rumänien trägt einen weißen Klobuk sowie eine weiße Ryassa. Der Patriarch von Moskau trägt weißen Kopfschmuck, ähnlich wie zum Klobuk ist er an der Spitze gerundet, dekoriert mit einer Stickerei mit einem Seraph und einem Kreuz. Dies bezeichnet man als Barrengold (Kapuze).
Der Patriarch und die Bischöfe der koptischen Katholiken und der Armenisch-katholischen Kirche trugen Klobuks auch, obwohl das bei den Altorientalischen Kirchen nicht üblich ist. Rote Klobuks wurden von den koptischen, katholischen Patriarchen getragen, und ebenfalls bei der Ukrainischen Griechisch-katholischen Kirche vom Großerzbischof, wenn dieser in das Kardinalskollegium aufgenommen wurde. Einen violetten Klobuk trug ein ukrainisch-katholischer Bischof.